# 29 de julio
El 29 de julio es el 210.º (ducentésimo décimo) día del año en el calendario gregoriano y el 211.º en los años bisiestos. Quedan 155 días para finalizar el año.

## Acontecimientos
- 1000: en Peña Cervera, en la actual provincia de Burgos, el caudillo musulmán Almanzor vence a la coalición cristiana (navarros, castellanos y leoneses) al mando de Sancho García y de García Gómez, en la batalla de Cervera.
- 1014: en la batalla de Clidio, el emperador bizantino Basilio II inflige una derrota decisiva al ejército búlgaro, y el tratamiento salvaje a los 15 000 prisioneros provoca la muerte del zar Samuel de Bulgaria.
- 1030: en el marco de la Guerra de Sucesión Jarls de Lade-Fairhair los daneses vencen a los noruegos en la batalla de Stiklestad. El rey Olaf II de Noruega muere en la batalla por el trono noruego.
- 1525: en el actual territorio de Colombia, el adelantado sevillano Rodrigo de Bastidas funda la aldea de Santa Marta.
- 1565: en el Palacio de Holyrood de Edimburgo (Escocia), María Estuardo se casa con Enrique Estuardo.
- 1567: en Stirling, Jacobo I de Inglaterra es coronado monarca de los escoceses.
- 1617: las ramas austriaca y española de la Casa de Habsburgo firman en secreto el tratado de Oñate.
- 1693: en Holanda ―en el marco de la Guerra de la Gran Alianza― los franceses vencen a las fuerzas aliadas en la batalla de Landen.
- 1773: en la actual Guatemala, los Terremotos de Santa Marta destruyen la ciudad colonial de la Antigua Guatemala. Fallecen unas 500 personas.
- 1793: en Toronto (Canadá), John Graves Simcoe construye un fuerte.
- 1804: en Málaga (España) se inicia la epidemia de fiebre amarilla, debido a la cual morirán 11 464 personas.
- 1830: en París finaliza la Revolución de julio.
- 1836: en París se inaugura el Arco de Triunfo, treinta años después de que fuera colocada la primera piedra.
- 1836: en España se suprimen por real decreto el diezmo católico, las primicias y otras prestaciones de este tipo.
- 1837: en España, Juan Álvarez Mendizábal promulga la ley de desamortización de la Iglesia.
- 1846: en el marco de la Intervención estadounidense en México, fuerzas militares de Estados Unidos al mando de John C. Frémont ocupan la ciudad de San Diego (California) sin encontrar resistencia, en un importante paso en la conquista de California (que en esa época pertenecía a México).
- 1848: Gran hambruna irlandesa: Revolución de 1848 en Tipperary, revolución nacionalista fracasada contra las fuerzas británicas.
- 1851: Annibale de Gasparis descubre el asteroide (15) Eunomia.
- 1856: en Asunción, la República del Paraguay y la Confederación Argentina (república federalista separada del unitario Estado de Buenos Aires) firman un tratado de amistad y navegación. Pocos años después tendrá lugar la guerra de la Triple Alianza.
- 1858: Estados Unidos y Japón firman el Tratado Harris.
- 1886: botadura del buque español de guerra "Destructor", ideado por el marino Fernando Villaamil, que sirvió de modelo a todas las marinas del mundo.
- 1899: se realiza la Primera Conferencia de La Haya en el que todos los países europeos se comprometen a no usar gases asfixiantes en las guerras.
- 1900: en Italia, el rey Humberto I es asesinado por el anarquista Gaetano Bresci.
- 1904: ruptura de relaciones diplomáticas entre Francia y la Santa Sede por la prohibición a las congregaciones religiosas de impartir enseñanza en territorio francés.
- 1907: el coronel británico Robert Baden-Powell funda la organización de los "boy scouts" en el campamento juvenil de la isla de Brownsea, en el condado de Dorset.
- 1914: en el marco de la Primera Guerra Mundial, Rusia inicia sus movimientos militares en contra del Imperio austrohúngaro, cumpliendo así con las alianzas de las potencias europeas.
- 1921: 
  - Adolf Hitler se convierte en el líder del Partido Nazi.
  - Retirada de la columna del general Navarro, durante el Desastre de Annual hacia Monte Arruit
- 1921: en Proszkow (Polonia) se registra la temperatura más alta en la Historia de ese país: 40,2 °C (104,4 °F).
- 1932: en Washington (Estados Unidos) ―en el marco de la Gran Depresión― el Gobierno reprime a la última "Bonus Army" de veteranos de la Primera Guerra Mundial.
- 1937: se produce el motín de Tongzhou.
- 1937: en el marco de la guerra civil española, se conmuta la pena al falangista Manuel Hedilla, condenado a muerte por oponerse al decreto de Unificación del dictador Francisco Franco.
- 1941: en Venezuela se legaliza el partido Acción Democrática.
- 1948: en Londres se inauguran los primeros Juegos Olímpicos después de la interrupción ocasionada por la Segunda Guerra Mundial.
- 1950: cerca de la aldea de Nogun-Ri, a 160 km al sureste de Seúl (Corea del Sur), sucede el último día de la Masacre de No Gun Ri: soldados estadounidenses asesinan a lo largo de tres días a unos 300 refugiados surcoreanos, en su mayoría mujeres y niños.
- 1954: primera ascensión a la montaña K2 por una cordada italiana.
- 1954: en Londres (Reino Unido) se publica por primera vez La comunidad del anillo, del escritor británico J. R. R. Tolkien (1892-1973).
- 1957: se establece el Organismo Internacional de Energía Atómica.
- 1958: el presidente de los Estados Unidos Dwight D. Eisenhower firma la National Aeronautics and Space Act, que creará la NASA (National Aeronautics and Space Administration: Administración Nacional de la Aeronáutica y del Espacio).
- 1959: primeras elecciones del Congreso en Hawái como estado de pleno derecho de los Estados Unidos.
- 1965: en la base aérea de Cam Ranh Bay ―en el marco de la guerra de Vietnam― llegan a ese país los primeros 4000 combatientes estadounidenses de la 101.ª División Aerotransportada.
- 1966: cerca de Woodstock (Nueva York), Bob Dylan sufre un aparatoso accidente de motocicleta.
- 1966: en Buenos Aires (Argentina) la dictadura de Onganía reprime a los profesores y alumnos de las universidades nacionales (Noche de los Bastones Largos). Comienza la «fuga de cerebros» (exilio a otros países de los más grandes científicos argentinos).
- 1967: la ciudad de Caracas (Venezuela) es sacudida por un terremoto de magnitud 6,5 en la escala de Richter, con una duración de 50 segundos. Dejó un balance de 236 muertos y 2000 heridos.
- 1967: en las costas de Vietnam del Norte ―en el marco de la intervención estadounidense en ese país (guerra de Vietnam)― el portaaviones USS Forrestal sufre un grave incendio, causado por el disparo accidental de un misil, a raíz de cual mueren 134 tripulantes.
- 1969: en Costa Rica explota el volcán Arenal, destruyendo los pueblos de Tabacón y Pueblo Nuevo; mueren unas 87 personas.
- 1974: En el exilio se funda la junta democrática de España liderada por Don Antonio García Trevijano Forte.
- 1975: la OEA deroga el bloqueo impuesto unilateralmente por Estados Unidos contra la República de Cuba en 1964.
- 1976: en Nueva York, David Berkowitz, conocido como el Hijo de Sam, mata a una persona y hiere a otra, en el primero de una serie de ataques.
- 1981: en Reino Unido se casan el príncipe Carlos de Gales y Diana Spencer.
- 1984: en la isla de Curazao, dos hombres secuestran un avión McDonnell Douglas DC-9 venezolano de Aeropostal con 82 pasajeros a bordo, y exige la entrega de dinero, armas y un helicóptero. La DISIP mata a los dos secuestradores y rescata a los rehenes.[1]
- 1986: los presidentes de Argentina y Brasil, Raúl Alfonsín y José Sarney, firman en Buenos Aires los acuerdos económicos de integración mutua que servirán de base a la futura creación del mercado común latinoamericano Mercosur.
- 1987: Margaret Thatcher (primera ministra del Reino Unido) y François Mitterrand (presidente de Francia) firman el tratado para construir de forma conjunta el túnel bajo el Canal de la Mancha (Eurotúnel).
- 1987: el primer ministro de la India Rajiv Gandhi y el de Sri Lanka Junius Richard Jayewardene firman el Tratado indo-ceilandés.
- 1990: en Mongolia se celebran las primeras elecciones libres y multipartidistas de su Historia.
- 1993: la Corte Suprema de Israel absuelve de todos los cargos al miembro del partido nazi John Demjanjuk.
- 1994: en Madrid, la banda terrorista ETA asesina mediante la explosión de un coche bomba, al director general de la Policía de Defensa, su chófer y un transeúnte.
- 1994: frente a una clínica de abortos en Pensacola (Estados Unidos), el expastor evangélico Paul Jennings Hill asesina al médico abortista John Britton (69) y a su «escolta de clínica» (guardaespaldas simbólico) de 74 años. Britton había reemplazado al Dr. David Gunn, quien había sido asesinado en 1993 por un antiabortista anónimo.
- 2000: en Lima (Perú), Alberto Fujimori jura como presidente en medio de una batalla campal.
- 2001: en Bogotá (Colombia), se juega la final de la Copa América 2001, entre la selección de fútbol de Colombia y la selección de fútbol de México, y la selección local ganaría su primer título con el gol de Iván Ramiro Córdoba.
- 2002: en Asunción (Paraguay), delincuentes cavan un túnel subterráneo hasta el Museo Nacional de Bellas Artes y se apoderan de 5 cuadros de autores europeos, valorados en cerca de un millón de dólares estadounidenses en total.[2]
- 2005: los astrónomos anuncian el descubrimiento del planeta enano Eris.
- 2006: Se adopta la Declaración de Montreal.
- 2008: en la ciudad de Los Ángeles ocurre un terremoto de magnitud 5,4 en la escala de Richter. Se sintió hasta en Las Vegas.
- 2009: en Burgos (España), la organización terrorista ETA realiza un atentado al colocar una furgoneta bomba con 200 kilos de explosivos en la casa cuartel, causando graves daños materiales pero afortunadamente solo 66 heridos leves.
- 2013: en la estación de Granges-Marnand (Suiza) sucede un accidente ferroviario que causa 1 muerto y 26 heridos.
- 2015: Microsoft lanza el sistema operativo Windows 10
- 2017: Evacuación aeromédica en la Antártida Argentina. Se concreta la primera evacuación aeromédica ejecutada por la Fuerza Aérea Argentina desde la Base Orcadas hasta la Base Antártica Marambio. El avión De Havilland Canada DHC-6 Twin Otter T-85 vuela desde Marambio hasta la Base Orcadas para evacuar a un suboficial de la Armada Argentina accidentado en esta base. De regreso a Marambio, se traslada al herido en un avión Lockheed C-130 Hercules hasta Ushuaia, y desde allí se lo deriva al Hospital Regional, donde es intervenido quirúrgicamente con éxito.
- 2021: en los Juegos Olímpicos de Tokio 2020, la tiradora Alessandra Perilli ganó la medalla de bronce en tiro en fosa. Esto significó la primera medalla olímpica para San Marino en toda su historia, convirtiéndose en el país con menos población (34.000 habitantes) en subirse a un podio olímpico en toda la historia de las olimpiadas
- 2024: en Venezuela a las 0:05(Hora Legal de Venezuela) el presidente del Consejo Nacional Electoral Elvis Amoroso, anuncia los resultados del primer boletín de las Elecciones Presidenciales donde Nicolás Maduro gana con el 51.2% de los votos y Edmundo González pierde con el 44.2%, media hora más tarde María Corina Machado da una rueda de prensa desconociendo los resultados acusando al gobierno de fraude electoral, donde afirma que Edmundo González Urrutia ganó con el 70% de los votos, varios países como Argentina Chile y Estados Unidos y más países desconocen los resultados pidiendo la publicación de las actas, mientras que Rusia China y Colombia entre otros, reconocen los resultados, horas más tarde a las 10 de la mañana se reportan cacerolazos en Caracas y otras zonas del país hasta que se reporta que en Caracas inicia una marcha de varios sectores como Petare dirección hacia el Palacio de Miraflores, donde queman pancartas de Maduro, sin embargo cuando la marcha llega a las inmediaciones del Palacio Presidencial en la avenida Urdaneta en el Centro de la ciudad, colectivos y policías disparan contra la manifestación, ocurriendo enfrentamientos en la avenida Baralt y alrededores, en Chacaito se reporta que en la avenida Francisco de Miranda hay un enfrentamiento entre manifestantes contra funcionarios de la Polícia Nacional Bolivariana y la Guardia Nacional Bolivariana, también se reporta que varios manifestantes tomaron el Aeropuerto Internacional de Maiquetía Simón Bolívar para marchar hacia Miraflores por la Autopista Caracas-La Guaira, también se reporta que en otras zonas del país como Falcón, tiran un total de 7 estatuas del fallecido expresidente Hugo Chávez además de también reportarse que en Carirubana atacan la sede regional del Partido Socialista Unido de Venezuela, también se reportó que en Porlamar, Estado Nueva Esparta, varios manifestantes tomaron la avenida 4 de Mayo de dicha ciudad quemando pancartas de Maduro hasta que la Policía y La Guardia Nacional los reprimieron, los hechos terminan con un saldo de 13 personas muertas, luego a las 18 horas María Corina Machado da una rueda de prensa afirmando que tenían las actas que demostraban el triunfo de Edmundo González, mientras que Maduro decreta Estado de Contingencia en Caracas y otras ciudades del país tras estos hechos, además de que bandas criminales como el Tren del Llano declaran su estado en contra del gobierno diciendo que "no toquen al pueblo", además de que Vladimir Padrino López, Ministro de Defensa, anuncia su apoyo a Maduro

## Nacimientos
- 1166: Enrique II de Champaña, rey consorte jerosolimitano (f. 1197).
- 1605: Simon Dach, poeta alemán (f. 1659).
- 1762: Francisco Estruch y Martí, Pavorde, catedrático de cánones, (f. 1837).
- 1763: Philip Charles Durham, almirante británico (f. 1845).
- 1797: Adolf zu Hohenlohe-Ingelfingen, mariscal prusiano (f. 1873).

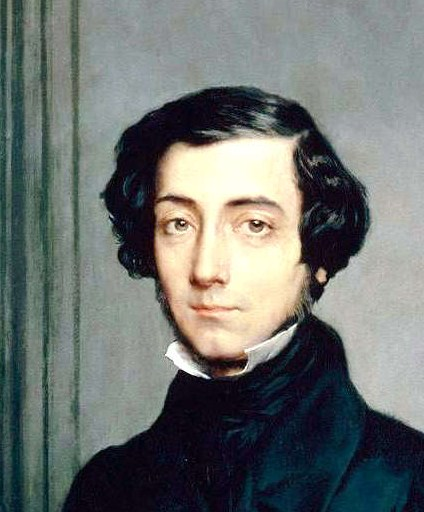
Alexis de Tocqueville

- 1805: Alexis de Tocqueville, político e historiador francés (f. 1859).
- 1809: Étienne Vacherot, escritor francés (f. 1897).
- 1841: Henri Fayol, ingeniero de minas francés (f. 1925).
- 1848: Alberto García Granados, ingeniero y político mexicano (f. 1915).
- 1857: Joaquim Francisco de Assis Brasil, escritor y político brasileño (f. 1938).
- 1869: Booth Tarkington, novelista y dramaturgo estadounidense (f. 1946).
- 1876: Maria Ouspenskaya, actriz rusa (f. 1949).
- 1878: Don Marquis, escritor estadounidense (f. 1937).
- 1883: Porfirio Barba Jacob, poeta y escritor colombiano (f. 1942).
- 1883: Benito Mussolini, político italiano (f. 1945).
- 1885: Theda Bara, actriz estadounidense (f. 1955).
- 1885: Pedro Humberto Allende, compositor chileno (f. 1959).
- 1891: Alejandro Ogloblin, zoólogo argentino (f. 1967).
- 1892: William Powell, actor estadounidense (f. 1984).
- 1892: Salustiano Mas Cleries, médico militar español (f. 1955).
- 1895: Mary Cavendish, aristócrata británica (f. 1988).
- 1896: William Cameron Menzies, cineasta estadounidense (f. 1957)
- 1897: Sir Neil Ritchie, militar británico (f. 1983).
- 1898: Isidor Isaac Rabi, físico austriaco, premio nobel de física en 1944 (f. 1988).
- 1900: Eyvind Johnson, novelista sueco, premio nobel de literatura en 1974 (f. 1976).
- 1900: Don Redman, músico estadounidense (f. 1964).
- 1902: David Arellano, futbolista chileno (f. 1927).
- 1904: Ricardo Balbín, político argentino (f. 1981).
- 1905: Clara Bow, actriz estadounidense (f. 1965).
- 1905: Dag Hammarskjöld, economista y diplomático sueco, secretario general de la ONU entre 1953 y 1961 (f. 1961).
- 1905: Thelma Todd, actriz estadounidense (f. 1935).
- 1906: Juan Aparicio López, periodista español (f. 1987).
- 1913: Erich Priebke, criminal de guerra nazi (f. 2013).
- 1916: Charlie Christian, guitarrista estadounidense (f. 1942).
- 1916: Budd Boetticher, cineasta estadounidense (f. 2001).
- 1918: Edwin O'Connor, novelista estadounidense (f. 1968).
- 1920: Rodolfo Acosta, actor mexicano (f. 1974).
- 1920: Herbert Kegel, director de orquesta alemán (f. 1990)
- 1921: Richard Egan, actor estadounidense (f. 1987).
- 1921: Chris Marker, cineasta francés (f. 2012).
- 1921: Mercedes Pardo, pintora venezolana (f. 2005).
- 1923: Jim Marshall, empresario británico (f. 2012).
- 1924: Lloyd Bochner, actor canadiense (f. 2005).
- 1924: Robert Horton, actor estadounidense (f. 2016).

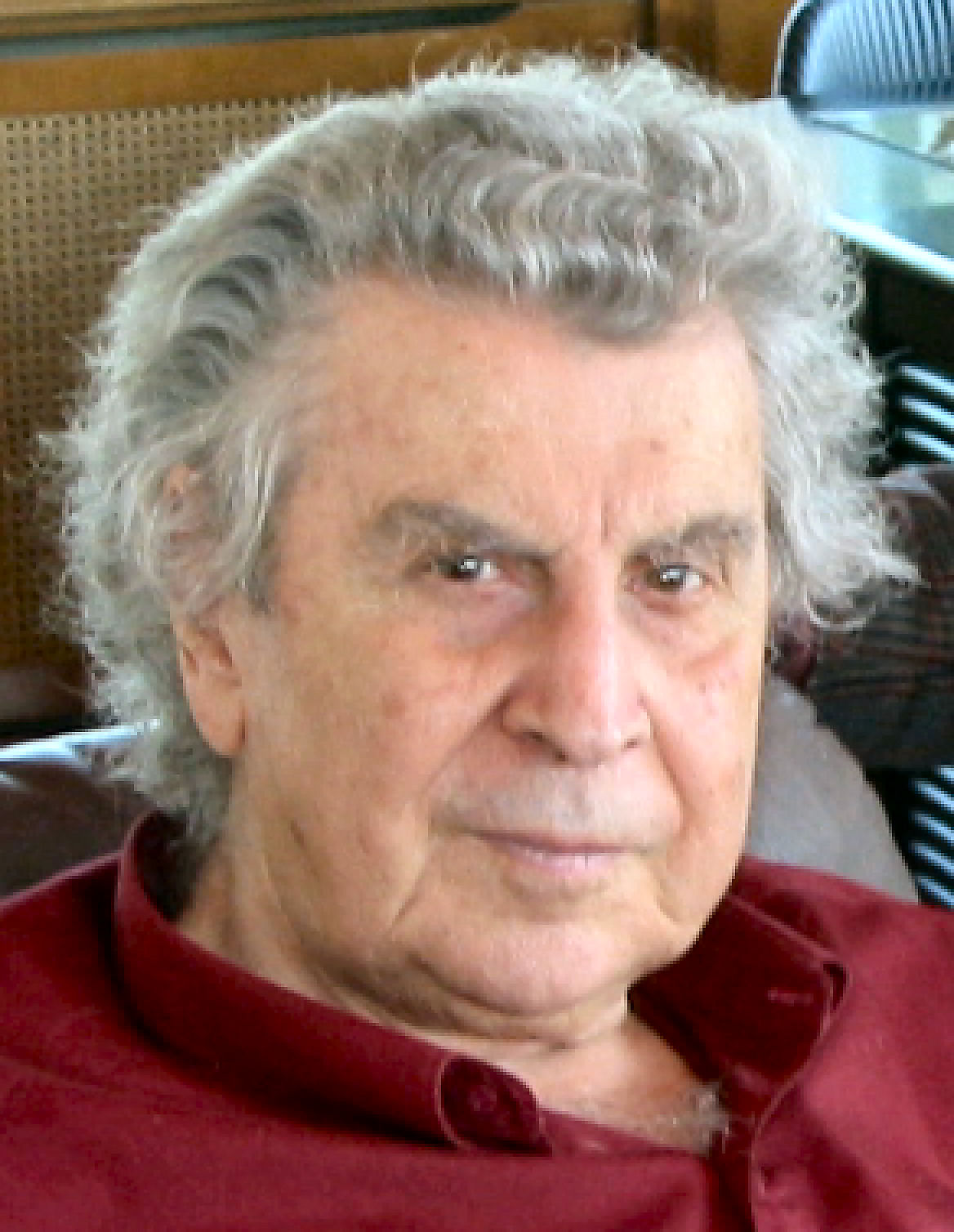
Mikis Theodorakis

- 1925: Mikis Theodorakis, compositor e intelectual griego (f. 2021).
- 1927: Harry Mulisch, escritor neerlandés (f. 2010).
- 1928: Alberto Oliart, exministro español (f. 2021).
- 1929: Jean Baudrillard, sociólogo francés (f. 2007).
- 1929: Mikel Scicluna, luchador profesional maltés (f. 2010).
- 1930: Paul Taylor, coreógrafo estadounidense (f. 2018).
- 1930: Manuel Mantero, escritor y profesor español (f. 2024).
- 1932: Luis de la Fuente, cardiólogo argentino.
- 1932: Mike Hodges, cineasta británico
- 1933: Robert Fuller, actor estadounidense.
- 1934: Octavio Arizmendi Posada, político colombiano (f. 2004).
- 1934: Yolanda Fernández de Cofiño, empresaria y filántropa guatemalteca (f. 2021).
- 1935: Morella Muñoz, mezzosoprano venezolana (f. 1995).
- 1935: Peter Schreier, tenor alemán (f. 2019).
- 1935: Pietro Spada, pianista y musicólogo italiano (f. 2022).
- 1936: Héctor Gióvine, actor argentino.
- 1936: Luis Guillermo Lumbreras, arqueólogo y antropólogo peruano (f. 2023).
- 1937: Daniel McFadden, economista estadounidense.
- 1937: Ryutaro Hashimoto, primer ministro japonés (f. 2006).
- 1938: Peter Jennings, presentador de noticias canadiense (f. 2005).
- 1939:
  - Allan McGraw, futbolista británico (f. 2023).
  - Terele Pávez, actriz española (f. 2017).
- 1940: Fabio Poveda Márquez, periodista y escritor colombiano (f. 1998).
- 1941: David Warner, actor británico (f. 2022).
- 1942: Tony Sirico, actor estadounidense (f. 2022).
- 1943: Héctor Luis Ayala, cantautor y guitarrista argentino de música folk, de la banda Vivencia (f. 2016).
- 1943: Michael Holm, cantante alemán.
- 1943: Antoni Torres, futbolista español (f. 2003).
- 1946: Ximena Armas, pintora chilena.
- 1946: Bill Forsyth, cineasta escocés
- 1946: Neal Doughty, teclista estadounidense, de la banda REO Speedwagon.
- 1949: Leslie Easterbrook, actriz estadounidense.
- 1949: Jamil Mahuad, presidente ecuatoriano.
- 1949: Arif Alvi, político pakistaní, Presidente de Pakistán entre 2018 y 2024.
- 1950: Encarna Otero Cepeda, historiadora y política nacionalista gallega.
- 1950: Alain Bihr, sociólogo anarcocomunista francés.
- 1951: Cristina Narbona, política socialista española.
- 1952: Guillermo Heras, actor y director español (f. 2023).
- 1953: Ken Burns, cineasta estadounidense.
- 1953: Geddy Lee, músico canadiense, de la banda Rush.
- 1953: Patti Scialfa, cantante estadounidense.

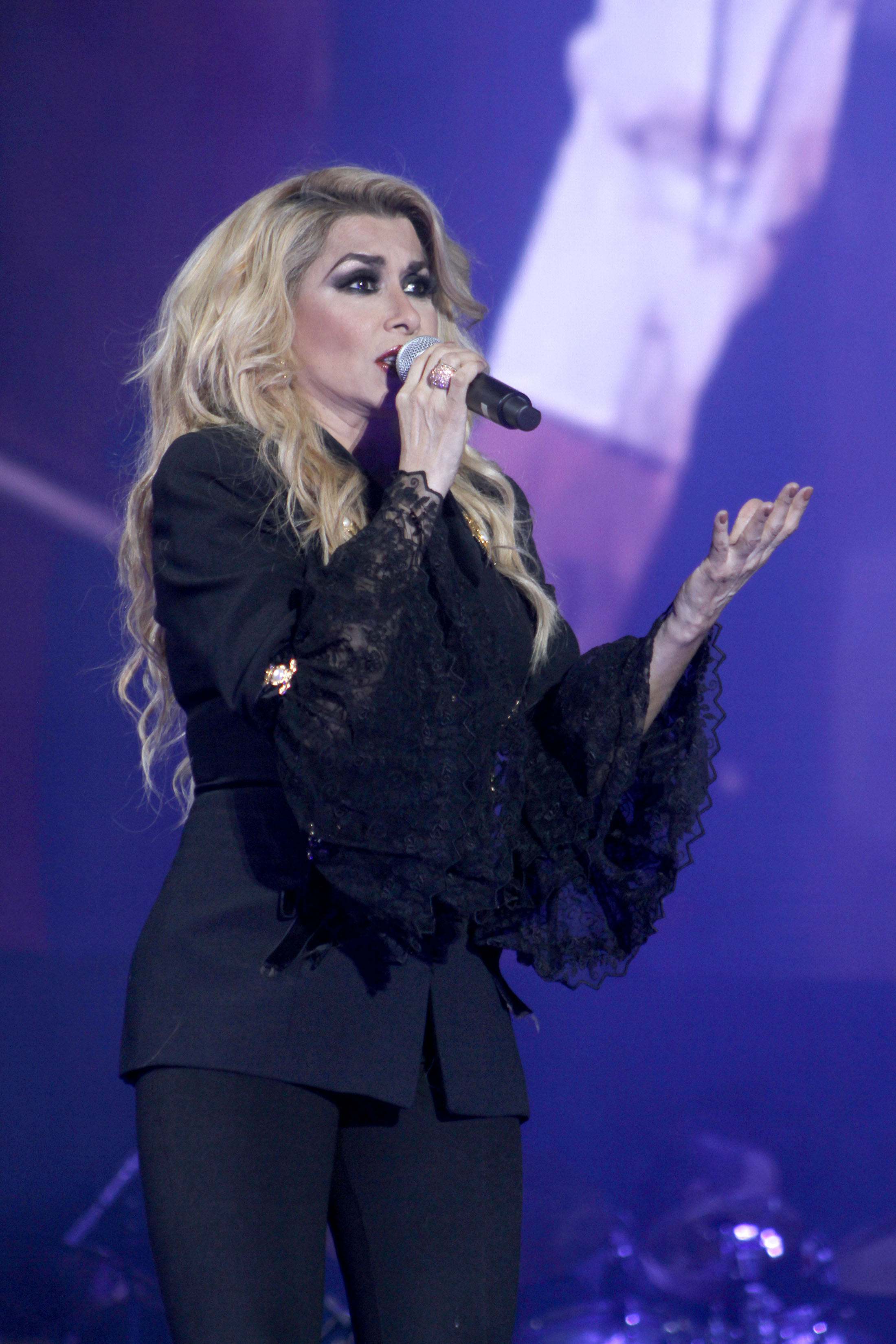
Dulce

- 1955: Dulce, cantante y actriz mexicana (f. 2024).

- 1957: Ulrich Tukur, actor alemán.
- 1957: Nellie Kim, gimnasta rusa.

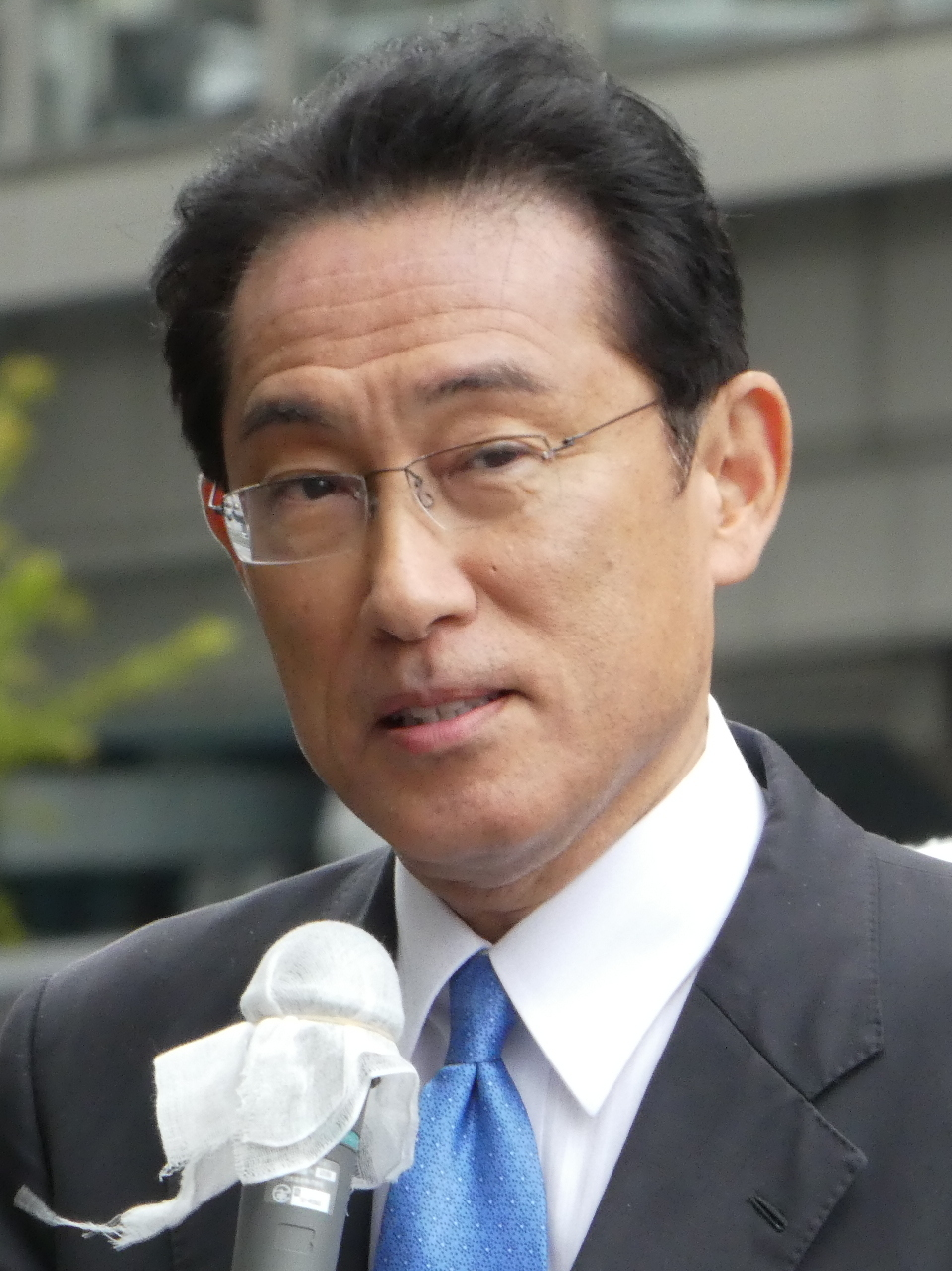
Fumio Kishida

- 1957: Enrique Sierra, guitarrista español, de la banda Radio Futura (f. 2012).
- 1957: Fumio Kishida, político japonés, primer ministro de Japón entre 2021 y 2024.
- 1958: JAF (Juan Antonio Ferreyra), músico argentino.
- 1959: Gilda Buttà, pianista italiana.
- 1959: Ruud Janssen, artista neerlandés.
- 1959: John Sykes, guitarrista británico, de las bandas Thin Lizzy y Whitesnake.
- 1960: Ramón Orlando Valoy García, músico, intérprete y compositor dominicano.
- 1962: Guillermo Martínez, novelista y matemático argentino.
- 1962: Carl Cox, disc yóquey de origen barbadense.
- 1963: Chanoch Nissany, piloto israelí de automovilismo.
- 1963: Graham Poll, árbitro británico de fútbol.
- 1963: Alexandra Paul, actriz estadounidense.
- 1963: Fernando Simón, médico epidemiólogo español.
- 1965: Leonel Álvarez, futbolista colombiano.

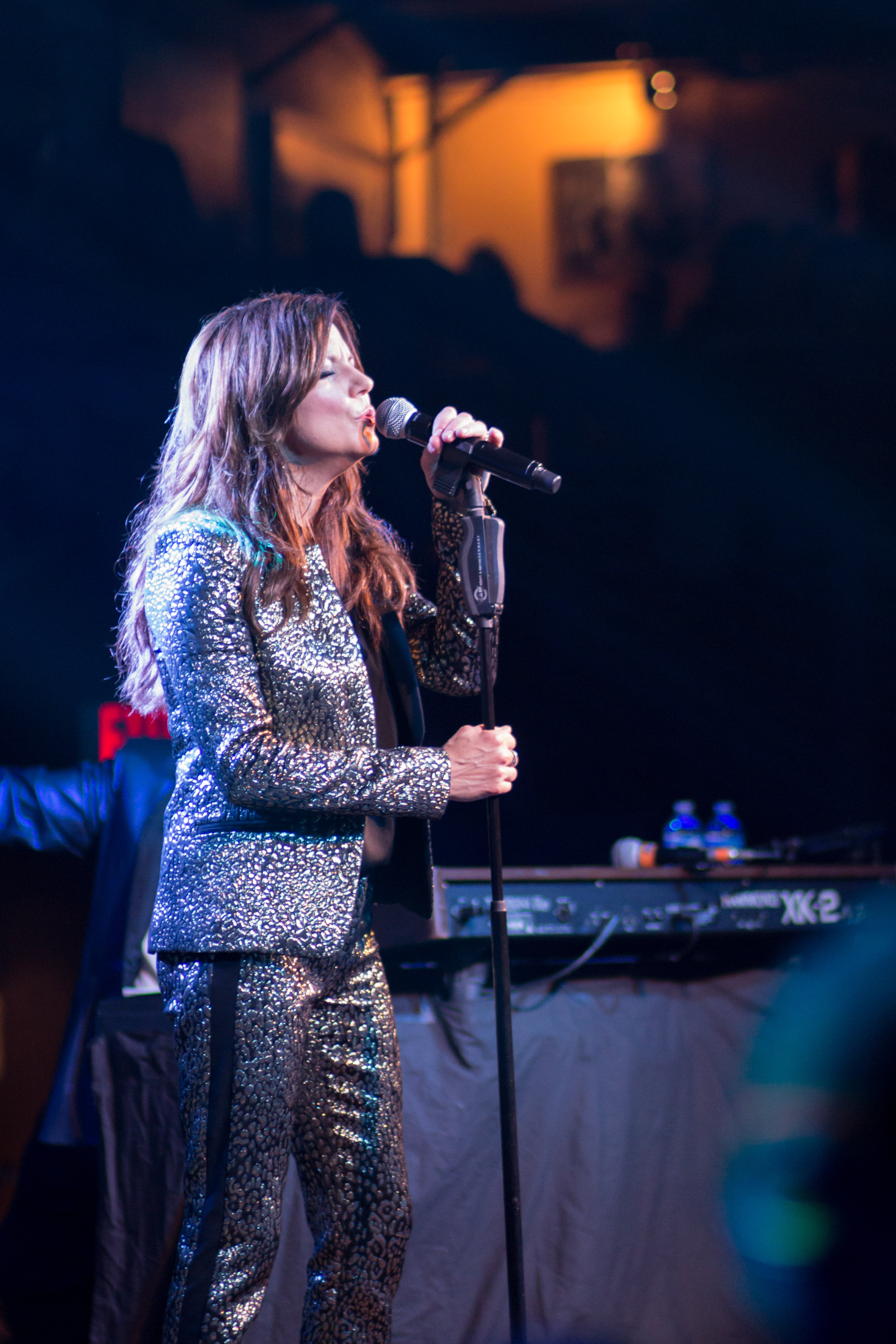
Martina McBride

- 1966: Sally Gunnell, atleta olímpica británica.
- 1966: Richard Steven Horvitz, actor de voz estadounidense.
- 1966: Martina McBride, cantante estadounidense.
- 1966: Juan Antonio Orenga, baloncestista español.
- 1968: Paavo Lötjönen, violonchelista finlandés, de la banda Apocalyptica.
- 1968: Vicente Barrera, torero español.
- 1971: Lisa Ekdahl, cantante sueca.
- 1971: Sherron Mills, baloncestista estadounidense (f. 2016).
- 1972: Wil Wheaton, actor estadounidense.
- 1973: Wanya Morris, cantante estadounidense de la banda Boyz II Men.
- 1973: Stephen Dorff, actor estadounidense.
- 1974: Josh Radnor, actor estadounidense.
- 1975: Corrado Grabbi, futbolista italiano.

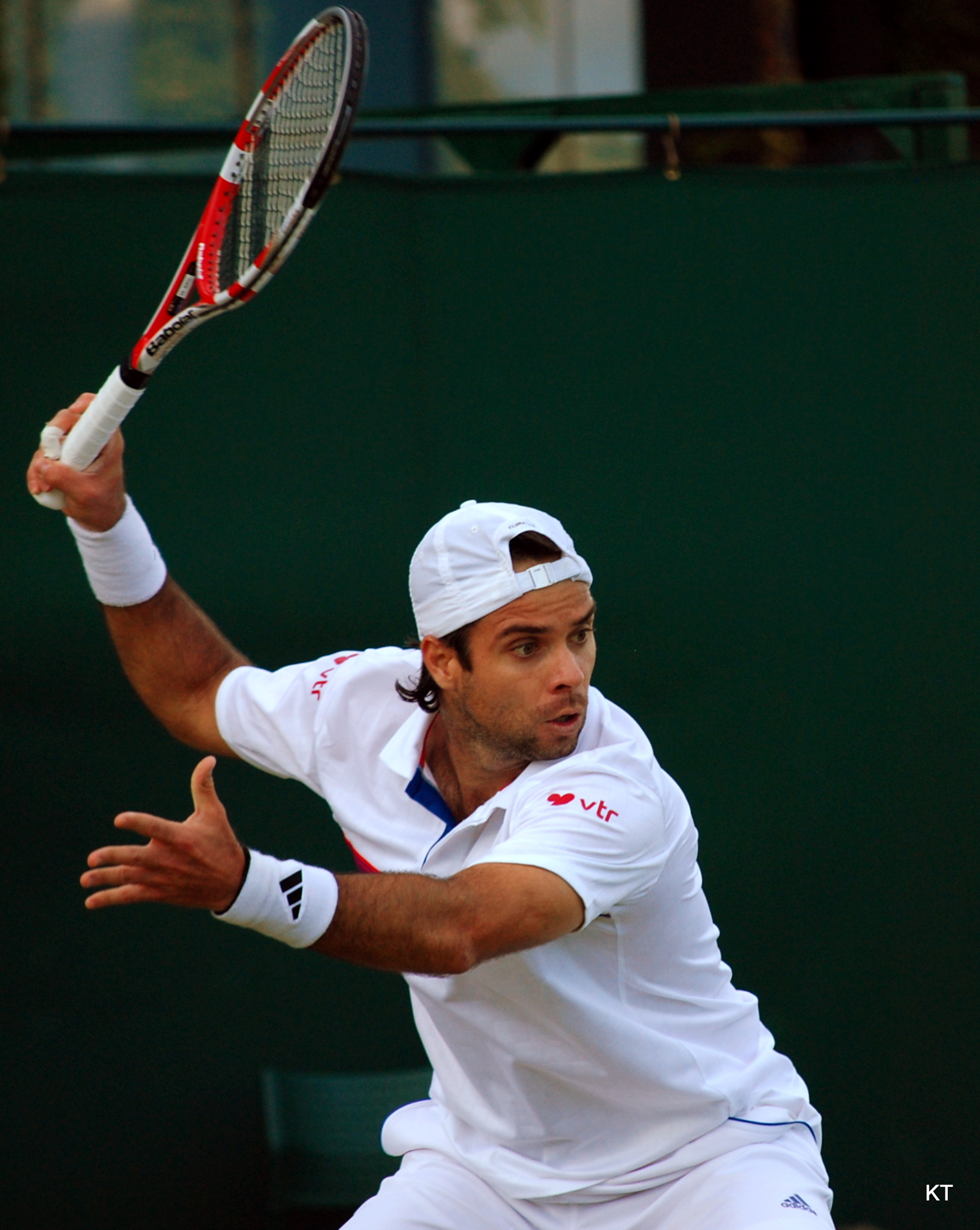
Fernando González

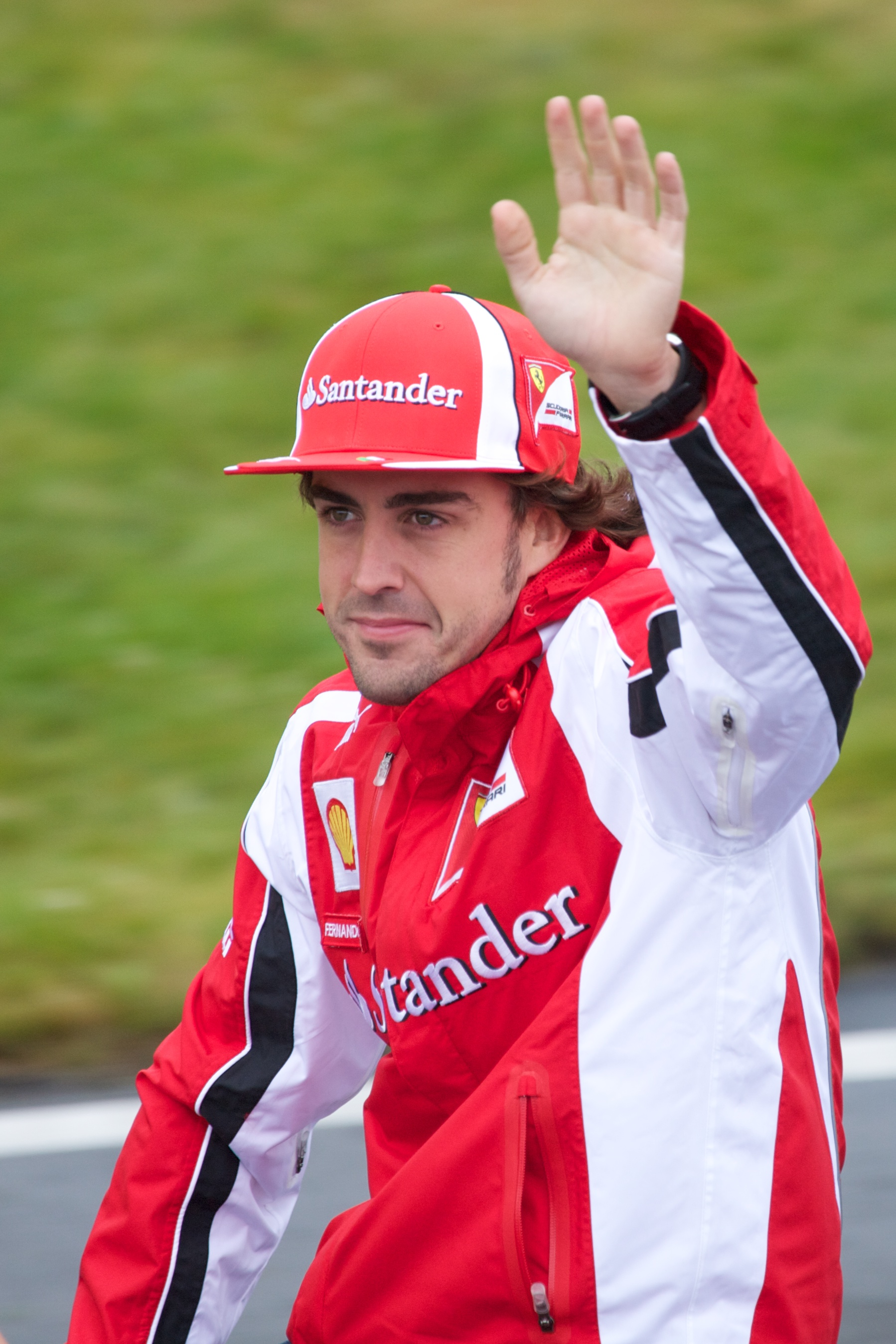
Fernando Alonso

- 1979: Ronald Murray, baloncestista estadounidense.
- 1979: Karim Essediri, futbolista tunecino.
- 1980: Fernando González, tenista chileno.
- 1980: Rachel Miner, actriz estadounidense.
- 1981: Fernando Alonso, piloto español de Fórmula 1.
- 1981: Andrés Madrid, futbolista argentino.
- 1981: Troy Perkins, futbolista estadounidense.
- 1982: Allison Mack, actriz estadounidense.
- 1982: Jônatas Domingos, futbolista brasileño.
- 1982: Elçin İsmayılov, judoka azerbaiyano.
- 1984: Juan Carlos Flores, actor mexicano.
- 1984: Anna Bessonova, gimnasta ucraniana.
- 1984: Wilson Palacios, futbolista hondureño.
- 1984: Romain Salin, futbolista francés.
- 1985: Jonatan Maidana, futbolista argentino.
- 1986: Patrik Baumann, futbolista suizo.
- 1986: Guillermo Orellana, futbolista chileno.
- 1987: Génesis Rodríguez, actriz estadounidense.
- 1988: Míchel Herrero, futbolista español.
- 1989: Julio Furch, futbolista argentino.
- 1989: Kosovare Asllani, futbolista sueca.
- 1989: Atdhe Nuhiu, futbolista kosovar.
- 1990: Francisca Lara, futbolista chilena.
- 1990: Matt Prokop, actor estadounidense.
- 1990: Alberto Guitián, futbolista español.
- 1991: Miki Ishikawa, actriz estadounidense.
- 1991: Paulina Goto, actriz y cantante mexicana
- 1991: Orlando Ortega, atleta español.
- 1991: Ariel Borysiuk, futbolista polaco.
- 1992: Ferdinando Apap, futbolista maltés.
- 1992: Marcel Heister, futbolista alemán.
- 1992: Patryk Walczak, balonmanista polaco.
- 1993: Ayoze Pérez, futbolista español.
- 1993: Nicolas Marini, ciclista italiano.
- 1994: Daniele Rugani, futbolista italiano.
- 1994: Erica Musso, nadadora italiana.
- 1994: Raphaela Lukudo, atleta italiana.
- 1994: Víctor Perlaza, futbolista colombiano.
- 1994: William Palacios, futbolista colombiano.
- 1994: Ryo Toyama, futbolista japonés.
- 1995: Dorin Rotariu, futbolista rumano.
- 1995: Lenka Kunčíková, tenista checa.
- 1995: Justin Leon, baloncestista estadounidense.
- 1996: Pejiño, futbolista español.
- 1996: Ibrahim Meité, futbolista inglés.
- 1996: Giorgi Kharaishvili, futbolista georgiano.
- 1997: José Antonio Martínez Álvarez, futbolista español.
- 1997: Momo Yansané, futbolista guineano.
- 1997: Tommy Henry, beisbolista estadounidense.
- 1997: Joosje Burg, jugadora de hockey sobre césped neerlandesa.
- 1998: Abou Ba, futbolista francés.
- 1998: Sofiane Alakouch, futbolista francés.
- 1998: Osasumwen Osaghae, baloncestista estadounidense.
- 1998: Jessica Lord, actriz inglesa.
- 1998: Mirjam Björklund, tenista sueca.
- 1998: Marta Piquero, jugadora de hockey sobre patines española.
- 1998: Tijjani Reijnders, futbolista neerlandés.
- 1998: Maximilian Schuster, futbolista alemán.
- 1998: Nico Gorzel, futbolista alemán.
- 1998: Clayton Keller, jugador de hockey sobre hielo estadounidense.
- 1998: Ana Tomeno, actriz y modelo española.
- 1998: Anna Murashige, ídol y cantante japonesa.
- 1998: Sərxan Əliyev, boxeador azerí.
- 1998: Irina Uribe, futbolista española.
- 1998: Will Wagner, beisbolista estadounidense.
- 1998: Jack Suwinski, beisbolista estadounidense.
- 1999: Denis Olivera, futbolista uruguayo.
- 1999: Iván Morales, futbolista chileno.
- 1999: Mauro Julián Molina, futbolista argentino.
- 1999: Zinho Vanheusden, futbolista belga.
- 2000: Lino Facioli, actor brasileño.
- 2000: Marcus Armstrong, piloto de automovilismo neozelandés.
- 2000: Yacine Adli, futbolista francés.
- 2000: Joffre Monrroy, futbolista ecuatoriano.
- 2001: Mekides Abebe, atleta etíope.
- 2001: Tijl De Decker, ciclista belga (f. 2023).
- 2001: Salvador Salvador, balonmanista portugués.
- 2002: Timothy Meuwsen, judoca sudafricano.
- 2002: William Cardoza, futbolista guatemalteco.
- 2002: Noah Vandenbranden, ciclista belga.
- 2002: Matteo Melluzzo, atleta italiano.
- 2003: Juanma Lendínez, futbolista español.
- 2006: Ibrahim Alani, futbolista nigeriano.

## Fallecimientos
- 238: Balbino, emperador romano (n. 165).
- 238: Pupieno, emperador romano (n. 178).
- 1000 García Sánchez II de Pamplona (n. 964)
- 1030: Olaf II, aristócrata noruego, rey entre 1015 y 1028 (n. 995).
- 1099: Urbano II, aristócrata italiano, papa entre 1088 y 1099 (n. 1042).
- 1108: Felipe I, aristócrata francés, rey entre 1060 y 1108 (n. 1052).
- 1184: Abu Yaqub Yusuf, califa almohade entre 1163 y 1184 (n. 1135).
- 1507: Martin Behaim, navegante y geógrafo alemán (n. 1459).
- 1573: Ruy Gómez de Silva, aristócrata portugués (n. 1516).
- 1612: Jacques Bongars, diplomático francés (n. 1554).
- 1644: Urbano VIII, aristócrata italiano, papa entre 1623 y 1644 (n. 1568).
- 1752: Peter Warren, almirante británico (n. 1703).
- 1781: Johann Kies, astrónomo y matemático alemán (n. 1713).
- 1792: René Nicolás Carlos Agustín de Maupeou, canciller francés (n. 1714).
- 1813: Jean-Andoche Junot, general francés (n. 1771).
- 1833: William Wilberforce, político, filántropo y abolicionista británico (n. 1759).
- 1839: Gaspard de Prony, matemático francés (n. 1755).
- 1844: Franz Xaver Wolfgang Mozart, compositor austriaco (n. 1791).
- 1856: Robert Schumann, compositor alemán (n. 1810).
- 1857: Thomas Dick, escritor británico (n. 1774).
- 1887: Agostino Depretis, político italiano (n. 1813).
- 1890: Vincent van Gogh, pintor neerlandés (n. 1853).
- 1898: Arturo Michelena, pintor venezolano (n. 1863).
- 1900: Umberto I, aristócrata italiano, rey entre 1878 y 1900 (n. 1844).
- 1913: Tobias Michael Carel Asser, jurisconsulto neerlandés, premio nobel de la paz en 1911 (n. 1838).
- 1918: Ernest William Christmas, pintor australiano (n. 1863).
- 1921: Félix Arenas Gaspar, militar español laureado, muerto durante el Desastre de Annual (n. 1891)
- 1938: Ivan Belov, militar soviético (n. 1893).
- 1950: Joe Fry, piloto de carreras británico (n. 1915).
- 1954: Coen de Koning, patinador neerlandés (n. 1879).
- 1955: Buenaventura Luna, poeta y compositor argentino (n. 1906).
- 1956: Franz Tamayo, político y escritor boliviano (n. 1879).
- 1957: Ricardo Rojas, escritor argentino (n. 1882).
- 1962: Ronald Fisher, estadístico y genetista británico (n. 1890).
- 1966: Edward Gordon Craig, director de teatro británico (n. 1872).
- 1970: George Szell, director de orquesta y músico húngaro (n. 1897).
- 1970: John Barbirolli, director de orquesta y pianista británico (n. 1899).
- 1973: Norm Smith, entrenador australiano (n. 1915).
- 1973: Henri Charrière, escritor francés (n. 1906).
- 1973: Roger Williamson, piloto de automovilismo británico (n. 1948).
- 1974: Mama Cass (Cass Elliot), cantante estadounidense, de la banda The Mamas & the Papas (n. 1941).
- 1974: Erich Kästner, escritor alemán (n. 1899).
- 1976: Carlos María Penadés, político uruguayo (n. 1902).
- 1979: Herbert Marcuse, filósofo y sociólogo alemán (n. 1898).
- 1981: Robert Moses, urbanista estadounidense (n. 1888).
- 1982: Vladimir Zworykin, ingeniero estadounidense de origen ruso (n. 1889).
- 1983: Luis Buñuel, cineasta español (n. 1900).
- 1983: Manuel Ferreira, futbolista argentino (n. 1905).
- 1983: Raymond Massey, actor canadiense (n. 1896).
- 1983: Rocco Chinnici, jefe de fiscales y juez italiano asesinado por la mafia (n. 1925).
- 1983: David Niven, actor británico; de ELA (n. 1910).
- 1984: Fred Waring, inventor estadounidense (n. 1900).
- 1987: Bibhutibhushan Mukhopadhyay, escritor bengalí (n. 1894).
- 1989: Manuel Halcón, escritor y académico español (n. 1900).
- 1990: Bruno Kreisky, político austriaco, canciller entre 1970 y 1983 (n. 1911).
- 1992: César Pierry, actor argentino (n. 1955).
- 1994: John Britton, médico estadounidense asesinado por un antiabortista (n. 1925).
- 1994: Dorothy Crowfoot Hodgkin, química británica, premio nobel de química en 1964 (n. 1910).
- 1995: Severino Varela, futbolista uruguayo (n. 1913).
- 1996: Jason Thirsk, bajista estadounidense, de la banda Pennywise (n. 1967).
- 1996: Ric Nordman, político canadiense (n. 1919).
- 1998: Jorge Pacheco Areco, político y presidente uruguayo (n. 1920).
- 1998: Jerome Robbins, director y coreógrafo estadounidense (n. 1918).
- 1999: Jacques Kergoat, político e historiador francés (n. 1939).
- 2000: René Favaloro, cirujano cardiovascular argentino; suicidio (n. 1923).
- 2001: Edward Gierek, político polaco (n. 1913).
- 2003: Carlos Lemos Simmonds, fue un abogado, político, escritor y periodista colombiano, (n. 1933).
- 2003: Foday Sankoh, político sierraleonés (n. 1937).
- 2004: Manuel Benítez Rufo, político español (n. 1917).
- 2004: Rena Vlahopoulou, actriz y cantante griega (n. 1923).
- 2006: Fernando Sustaita, cantante y músico argentino, del dúo Bárbara y Dick (n. 1942).
- 2006: Julio Aumente, poeta español (n. 1921).
- 2007: Michel Serrault, actor cómico francés (n. 1928).
- 2007: Mike Reid, actor británico (n. 1940).
- 2008: Óscar Golden, cantante colombiano (n. 1946).
- 2010: Hernando Agudelo Villa, político y economista colombiano (n. 1923).
- 2010: Ignacio Coronel, narcotraficante mexicano (n. 1954).
- 2012: Chris Marker, escritor, fotógrafo y cineasta francés, a quien se atribuye la invención del ensayo fílmico (n. 1921).
- 2013: Christian Benítez, futbolista ecuatoriano (n. 1986).
- 2013: Walter Malosetti, guitarrista argentino (n. 1931).
- 2013: Tony Gaze, piloto de automovilismo australiano (n. 1920).
- 2014: María Antonia Iglesias, periodista, escritora española (n. 1945).
- 2018: Vibeke Skofterud, esquiadora noruega (n. 1980).
- 2020: Hernán Pinto, político chileno (n. 1953).
- 2021: Carl Levin, abogado y político estadounidense (n. 1934).
- 2022:
  - David Ireland, escritor australiano (n. 1927).
  - Jean Bobet, ciclista y periodista deportivo francés (n. 1930).
  - Ulises Eyherabide, diseñador gráfico, arquitecto y músico de rock argentino, miembro de la banda Rescate (n. 1967).
  - Olga Kachura, militar de la República Popular de Donetsk (n. 1970).
- 2024: Paco Camino, torero español (n. 1940).

## Celebraciones
Ecología

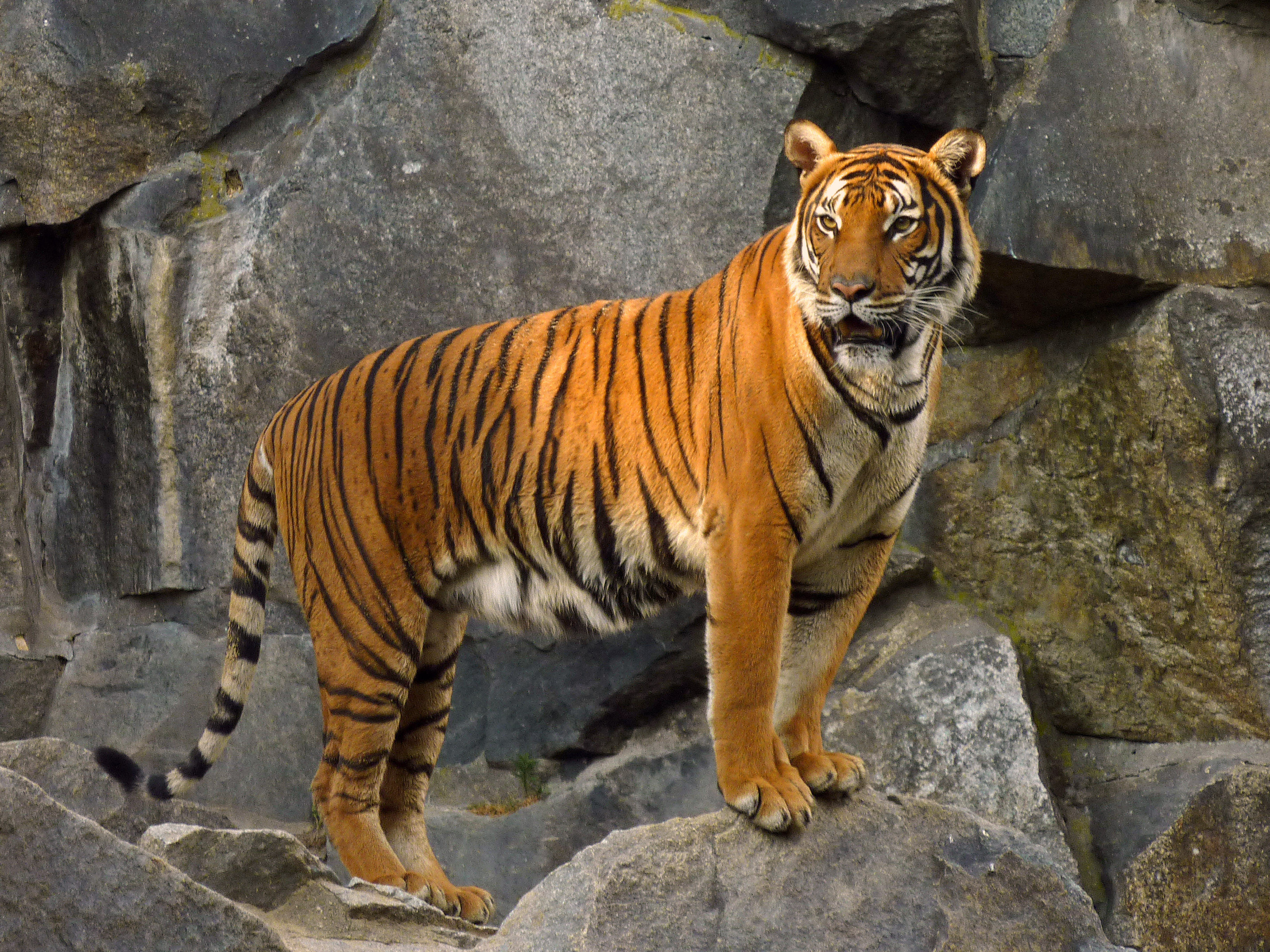
Día Internacional del Tigre.

- Día Internacional del Tigre.[3]
Para concientizar sobre la conservación de esta especie en peligro de extinción.[4]
(en inglés: International Tiger Day).

Gastronomía
- Día Mundial de la Lasaña.[5]
Plato tradicional italiano al horno, elaborado con varias capas de pasta y diversas opciones de relleno: carne picada, pollo, pescado o vegetales. Incluye salsa de tomates y queso fundido.

- Día Internacional de la Alita de Pollo.[6]

Misceláneas
- Día Internacional del Mal de Amores.[7]
Situación de sufrimiento y malestar físico y emocional ocasionado por la dificultad de posibilidades de vivir una relación de pareja armoniosa y estable.

 Por países
(Por orden alfabético)
- Argentina: 
  - Día de la Cultura Nacional.[8]
Desde 1982, se conmemora esta fecha en homenaje al poeta y político Ricardo Rojas, que murió el 29 de julio de 1957.[9]
  - Día Nacional de los Valores Humanos.[10][11]
  -  Armada Argentina: 
    - Día de la Familia Naval.[12]
Esta fecha se instituyó con el objetivo de nutrir y fortalecer los lazos de amistad y fraternidad entre el personal que integra la Armada Argentina, una de las tres ramas de las Fuerzas Armadas junto al Ejército y la Fuerza Aérea.

- Chile:
  - Día Nacional del Recolector y la Recolectora de Residuos Domiciliarios.[13]

### Santoral católico

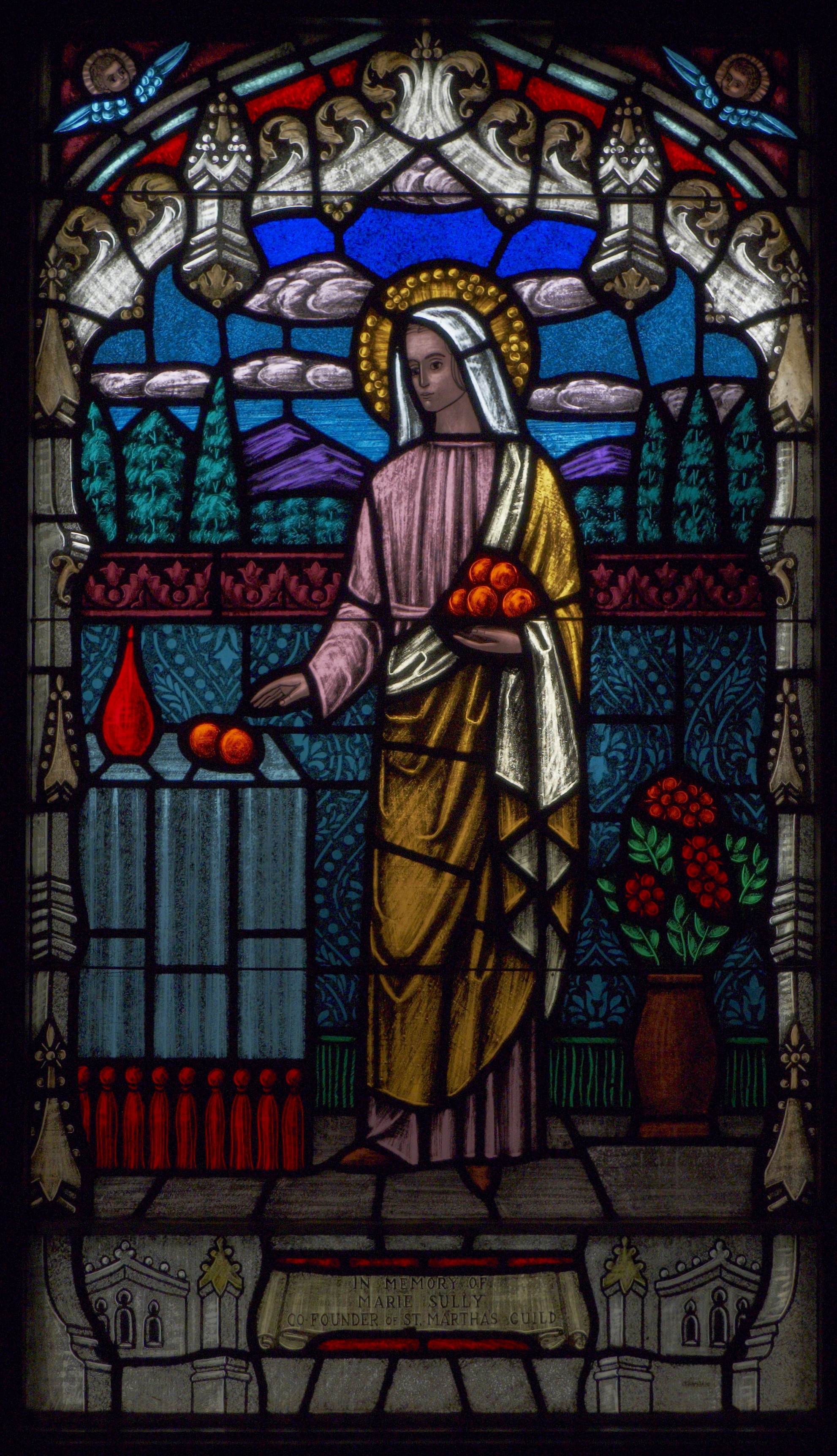
Santa Marta en un vitral de iglesia.

Celebración del día: Santos Marta (imagen ilustrativa), María y Lázaro.
- Santa Beatriz (mártir).
- San Calínico de Gangra.[14]
- San Félix de Roma.[14]
- San Guillermo Pinchón.[14]
- San Lupo de Troyes.[14]
- San Olaf II de Noruega.[14]
- San Próspero de Orleans.[14]
- Santa Serafina de Galicia.
- Beato Carlos Nicolás Antonio Ancel.[14]
- Beato José de Calasanz Marqués.[14]
- Beato Juan Bautista Egozcuezábal Aldaz.[14]
- Beato Manuel Albert Ginés y compañeros.
- Beato Urbano II (papa).[14]
- Beatos Lucio Martínez Mancebo y compañeros (s. XX).[14]

 Por países
(Por orden alfabético)
- Argentina:

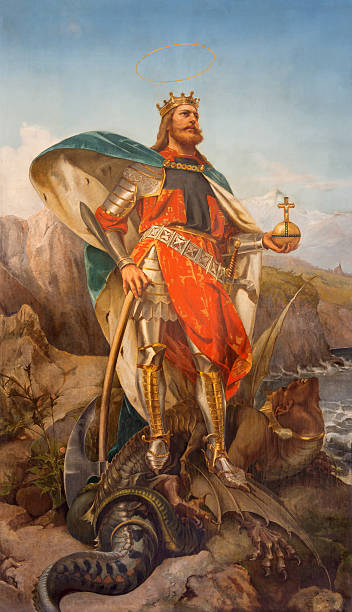
San Olaf.

  - Santa Marta, Patrona del personal doméstico y las amas de casa.[16]

- -  Groenlandia: 
    - Islas Feroe: Ólavsøka (fiesta nacional).
El significado literal es Velatorio de San Olaf, o vigilia sancti Olavi en latín, por la muerte de San Olaf (imagen ilustrativa) en la batalla de Stiklestad de 1030. Como otras fiestas feroesas, el vøka empieza la tarde anterior, así que el Ólavsøka empieza siempre el 28 de julio.

- España:
  - Santa Marta de Tormes: Salamanca, fiesta local dedicada a Santa Marta.
  - Santa Marta de Ortigueira: La Coruña, fiesta local dedicada a Santa Marta.
  - Generalmente, coincide con la "Festa Major" de verano, en Parets del Vallès (Barcelona).

- Noruega: 
  - San Olaf. (imagen ilustrativa)
Es el santo patrono de Noruega y uno de los pocos santos de origen noruego con culto en la Iglesia católica.